# Чеслав Бялобжеський
Чеслав Бялобжеський (також Чеслав Бялобржеський; пол. Czesław Białobrzeski, 18 (31) серпня 1878, Пошехоння, нині Ярославська область — 12 жовтня 1953, Варшава) — польський фізик, член Польської АН (1952).

## Біографія
Чеслав Бялобжеський народився в м. Пошехоння поблизу Ярославля (нині Ярославська область) у сім'ї лікаря Теофіла Бялобжеського.
Закінчив у 1901 році фізико-математичний факультет Київського університету Св. Володимира. Призначений екстраординарним професором кафедри фізики і фізичної географії університету. Захистив дисертацію на тему «Іонізація твердих та рідких діелектриків» на фізико-математичному факультеті та 22 квітня 1912 року удостоєний ступеня магістра фізики. У 1907, 1912, 1914 виїздив у літній час за кордон з науковою метою.
У 1919 — член Гідрологічної секції, заступник голови секції прикладної фізики Постійної комісії для виучування природних багатств України УАН.
З 1919 року працює у польських університетах: Краківському (1919—1921) та Варшавському (1921—1953). З 1931 по 1953 на посаді директора Інституту теоретичної фізики при Варшавському університеті.

## Наукова діяльність
У 1910 першим з українських фізиків підтримав створену А. Ейнштейном спеціальну теорію відносності, яка ще у той час не набула повного визнання. Він зосередив свою увагу на математичному виведенні поняття відносності відстані та часу.
Ч. Бялобжеський зробив внесок у поширення ідей квантової механіки. Проаналізувавши теорії про будову атома, які розглядалися фізиками, починаючи від атомістичних теорій стародавніх греків до теорії Бора, показав, що класична механіка і електродинаміка до вивчення атома незастосовна.

## Деякі праці
- Бялобржеский Ч. Ф. Принцип относительности и его применение к механике. — Физическое обозрение. — 1910. — T. 11. — № 1—6. — с. 220—232.(рос.)
- Бялобржеский Ч. Ф. О новых применениях давления света к астрофизике. — Физическое обозрение. — 1917. — T. 18. — № 1-2. — с. 1—17 с.79-91.(рос.)
- Бялобржеский Ч. Ф. Развитие понятий о строении атома. — Физическое обозрение. — 1915. — T. 16. — № 3. — с.164-271.(рос.)